# Катрін Беллінгер
Катрін Беллінгер (народилася в жовтні 1958 р.) — німецька арт-дилерка і колекціонерка, що проживає в Лондоні і спеціалізується на  старих малюнках.

## Раннє життя
Кетрін Беллінгер народилася в жовтні 1958 року  Її родина володіла мережею супермаркетів 

## Кар'єра
Беллінгер — це торговеця мистецтвом і колекціонерка, яка спеціалізується на малюнках старих майстрів.
Беллінгер була партнером лондонських арт-дилерів Colnaghi протягом тринадцяти років, доки компанія не була об’єднана з іспанською галереєю Coll & Cortez у 2015 році  Однією з головних ролей Беллінджер було управління її художньою бібліотекою та 225-футовим архівом, який вона та її партнер Конрад Бернгаймер купили у Крістофа Графа Дугласа, колишнього керівника Sotheby’s у Німеччині та зятя Рудольфа Августа Откера, чия компанія володів Colnaghi між Якобом Ротшильдом і Бернгеймером.
Окрім своєї професійної кар’єри в мистецтві, Кетрін зібрала приватну колекцію з понад 900 робіт, включаючи картини, гравюри, фотографії та скульптури. У 2001 році вона заснувала некомерційну організацію Tavolozza Foundation у Мюнхені.
У березні 2016 року Беллінгер була призначена опікуном Національної галереї у Лондоні на чотири роки, починаючи з 29 березня 2016 року.

## Особисте життя
Зараз Кетрін проживає в Лондоні, Англія, і в Дантон-Хот-Спрінгс, штат Колорадо, і одружена з Крістофом Хенкелем, бізнесменом-мільярдером. У пари двоє синів.